# 朱彌鈱
郾城恭端王朱弥鈱（1473年—1552年8月22日），明朝唐庄王朱芝址庶四子，明朝第一代郾城王。

## 生平
成化十五年（1479年）四月与弟弟朱弥鋿同获赐名。和朱弥鋿都由三哥文城王朱彌鉗抚养，而很喜欢朱彌鉗。
成化二十一年（1485年）八月，明宪宗遣恭順侯吳鑑、保定侯梁任、鎮遠侯顧溥、永康侯徐錡、陽武侯薛倫、豐城侯李璽、武安侯鄭英、應城伯孫繼先、懷柔伯施鑑、遂安伯陳韶、修武伯沈祺為正使，尚寶司司丞胡恭、中書舍人陳綺、吏部員外郎畢亨、戶部郎中冀綺、員外郎王問、禮部員外郎楊棨、兵部郎中張忱、員外郎彭綱、刑部郎中倪鏞、員外郎潘祺、工部員外郎羅麟為副使，持節冊封朱彌鈱為郾城王，朱彌鋿為衛輝王。
成化二十二年（1486年）十二月，給朱彌鈱、朱彌鋿祿歲二千石，米鈔各半。
弘治十年（1497年）十一月，明孝宗遣阳武侯薛伦、怀宁侯孙泰、会昌侯孙铭、永顺伯薛勛、成安伯郭宁、广宁伯刘佶、清平伯吴琮、武平伯陈勛、兴安伯徐盛、丰润伯曹恺、怀柔伯施瓒、武进伯朱洁、工部左侍郎曾鑑、通政使司左通政毛伦为正使，尚宝司卿杨泰、鸿胪寺少卿孙绳、吏科左给事中魏玒、户科给事中李禄、刑科右给事中王洧、中书舍人陈瑞、张克恭、户部郎中张濂、王琰、兵部员外郎李浩、刑部郎中赵宽、员外郎于凤喈、主事童琥、工部郎中张寿为副使，持节册封西城兵馬副指揮丁鵬的女儿为郾城王妃。
弘治十七年（1504年）十二月，孝宗御奉天殿傳詔遣定西侯蔣驥、鎮遠侯顧仕隆、成安伯郭寧、懷柔伯施瓚、彰武伯楊質、武進伯朱潔、遂安伯陳鏸、彭城伯張信、宣城伯衛璋、南和伯方壽祥為正使，尚寶司司丞徐文煥、禮科給事中葛嵩、中書舍人沈銳、顧守元、鴻臚寺右寺丞吳泰、戶部員外郎高選、王崇文、禮部員外郎鄭允宣、刑部員外郎汪獲麟、行人司右司副陳璧為副使，持節冊封伴讀葛景的女兒為郾城王繼妃。
嘉靖三十一年（1552年）三月，因朱彌鈱的侄子唐敬王朱宇温奏朱彌鈱八十岁、有賢行，明世宗应其请求，下詔遣使存問，派官员携带敕书褒諭。八月，朱彌鈱去世，世宗按例赐祭葬，谥恭端。
嘉靖三十四年（1555年）四月，朱彌鈱的嫡长子朱宇清受册袭封。但朱宇清未及受封已经去世。嘉靖三十六年（1557年）七月，朱宇清的庶长子朱宙桃袭封郾城王。

## 评价
- 《弇山堂别集》卷072：不懈為德，守禮執義。